# Leschès de Pyrrha
Pour la commune française, voir Lesches.
Leschès de Pyrrha (en grec ancien Λέσχης / Léskhês), né à Pyrrha, dans l'île de Lesbos, est un poète du Cycle troyen actif peut-être vers la fin du VIIIe siècle av. J.-C.

## Notice biographique
Très peu de choses sont connues de cet auteur, déjà obscur aux auteurs qui le citent. Il aurait vécu entre la fin du VIIIe siècle av. J.-C. et le début du VIIe[réf. nécessaire]. Proclos le nomme « Leschès de Mytilène ». Pausanias dit que son père s'appelle Eschylinos.

## Ouvrages
Son œuvre majeure, la Petite Iliade ( / Iliàs Mikrá), se voulait un complément de l’Iliade racontant en quatre livres les événements compris entre la mort d'Achille et la prise de Troie. Leschès y rapporte la liaison de Ganymède et Zeus, en y parlant pour la première fois d'une relation amoureuse, absente de l'épopée homérique, qui a pour effet que le jeune et beau mortel Ganymède devient l'échanson des dieux. On retrouve dans son œuvre le combat qui mène à la mort d'Ajax, fils de Télamon, lorsqu'il perd les armes d'Achille contre Ulysse ; la ruse du Cheval de Troie, et la chute de Troie.